# Reformatório Krenak
O Reformatório Agrícola Krenak foi uma prisão destinada a indígenas criada durante a Ditadura Militar do Brasil no município de Resplendor (MG). Foi instituído um acordo entre a Fundação Nacional do Índio (FUNAI) e a Polícia Militar de Minas Gerais (PMMG), o reformatório começou a operar em 1969, recebendo indígenas tidos como rebeldes de diversas etnias de todo o país. Em 1972 o Reformatório Krenak foi fechado e os indígenas transferidos para a Fazenda Guarani na cidade de  Carmésia (MG).

## Antecedentes
Antes de falarmos sobre o Reformatório Krenak, é importante entender a utilização do conceito de "guerra justa" contra os Krenak. Em 13 de maio de 1808, com o objetivo de promover o "progresso" em Minas Gerais, o príncipe regente Dom João declarou guerra justa aos "botocudos" — um dos nomes pejorativos utilizados pelos portugueses para se referir ao povo Krenak. Essa política de extermínio visava eliminar os indígenas para expandir a colonização e exploração da região onde se localizavam os Krenak. Segundo Douglas Krenak, uma liderança indígena atual, as mesmas práticas militares usadas pelos portugueses no século XIX foram reutilizadas durante a ditadura militar para reprimir os Krenak.

## Fundação
A ideia de criação do reformatório teve origem em um acordo entre o Serviço de Proteção ao Índio (SPI) e a PMMG em 1966, para supostamente garantir assistência mais adequada aos povos indígenas, sua efetivação ocorreu somente após a substituição do SPI pela FUNAI no ano de 1967.
O Reformatório Krenak foi fundado em 1969 sob o comando do capitão da PMMG Manoel Pinheiro. O seu objetivo seria o de reeducar indígenas que cometessem delitos, no entanto o Reformatório funcionou como uma forma de prender arbitrariamente indígenas de todo o país.

## Reformatório Krenak
Entre 1968 e 1979, a Polícia Militar de Minas Gerais estabeleceu duas prisões indígenas no estado contra povos indígenas de todo Brasil. Segundo o arqueólogo Pedro Pablo Fermin, mais de 300 prisioneiros foram mantidos em um regime de exceção, sem garantias processuais, tipos penais ou sentenças definidas. No reformatório krenak foi estabelecido um regime de terror, trabalhos compulsórios e torturas.
Durante o período de seu funcionamento, indígenas de todo o país que fossem considerados rebeldes eram levados para o reformatório. Os indígenas não eram julgados pela Justiça como os não índios, não existindo legislação a respeito do confinamento de indígena e nem previsão para a sua liberação. As prisões eram feitas principalmente pela própria Polícia Militar e pela Guarda Rural Indígena (GRIN). Os motivos que levavam a prisão variavam de alcoolismo, “vadiagem” até o confinamento de indígenas envolvidos em disputas de terra ou que tiveram conflitos com chefes dos Postos Indígenas.
O Reformatório Krenak foi criado em 1969 para colocar sob custódia da Polícia Militar os indígenas considerados "desajustados". Este termo era usado para se referir aos indígenas que entravam em conflito com o chefe do posto indígena, saíam de suas terras sem autorização, estavam embriagados ou cometiam algum delito, mesmo sem julgamento formal. Os indígenas mais fortes eram forçados a realizar trabalhos escravos. Aqueles que se recusavam ou entravam em confronto com as autoridades eram severamente punidos. Os considerados rebeldes eram colocados em um local chamado "cubículo", onde ficavam por dias, com água pingando continuamente sobre suas cabeças, sem receber qualquer alimento. O Reformatório operou no território Krenak até 1972, quando foi transferido para a Fazenda Guarani, localizada em Carmésia, Minas Gerais. Durante a ditadura militar, os Krenak foram forçados a migrar para essa nova localização. Segundo o arqueólogo Pedro Pablo Maguirre, o campo de concentração ficava a cerca de 200 km de Belo Horizonte. Ele aponta que, apesar de existirem algumas publicações acadêmicas sobre as "cadeias indígenas", muitas delas se baseiam nas narrativas dos agressores e não exploram em profundidade as evidências materiais nem os depoimentos dos sobreviventes, tanto individuais quanto coletivo.
Em 2021, o reformatório foi sentenciado como um crime de genocídio contra o povo Krenak. Segundo o arqueólogo, as prisões também foram consideradas ilegais, sendo comparadas a campos de concentração.
Em 1969, foi criado o Reformatório Krenak para colocar sob custódia da Polícia Militar os indígenas considerados "desajustados". Este termo era usado para se referir aos indígenas que entravam em conflito com o chefe do posto indígena, saíam de suas terras sem autorização, estavam embriagados ou cometiam algum delito, mesmo sem julgamento formal.
Os indígenas mais fortes eram forçados a realizar trabalhos escravos, e aqueles que se recusavam ou entravam em confronto com as autoridades eram severamente punidos. Os rebeldes eram colocados em um local chamado "cubículo", onde ficavam por dias, com água pingando continuamente sobre suas cabeças, sem receber qualquer alimento.
Os militares, em busca de apoio para reprimir os Krenak, trouxeram indígenas de outros povos para auxiliar na repressão. Esses indígenas formaram a Guarda GRI (Guarda Rural Indígena), subordinada à Polícia Militar de Minas Gerais (PMMG). Essa medida representou uma violência contra os próprios indígenas, pois alterou profundamente a dinâmica e as formas de relacionamento entre eles. Além disso, os militares proibiram os Krenak de falarem sua própria língua, o que levou ao apagamento gradual de sua identidade cultural. Esse processo foi uma tentativa de genocídio cultural contra o povo Krenak.
O Reformatório Krenak operou no território Krenak até 1972, quando foi transferido para a Fazenda Guarani, localizada em Carmésia, Minas Gerais. Durante a ditadura militar, os Krenak foram forçados a migrar para essa nova localização. Segundo o arqueólogo Pedro Pablo, o campo de concentração ficava a cerca de 200 km de Belo Horizonte. Ele aponta que, apesar de existirem algumas publicações acadêmicas sobre as "cadeias indígenas", muitas delas se baseiam nas narrativas dos agressores e não exploram em profundidade as evidências materiais nem os depoimentos dos sobreviventes, tanto individuais quanto coletivos.
Pedro Pablo propõe uma abordagem arqueológica das "cadeias indígenas", investigando historicamente as experiências das pessoas de dois povos diretamente afetados pela instalação e funcionamento do reformatório: os Krenak e os Pataxós, que ainda vivem nos territórios onde funcionaram o "Reformatório Krenak" e a "Fazenda Guarani".
Nos reformatórios indígenas, o poder exercido pela internação levou ao extremo algumas das práticas de tutela. Esse controle representava um conhecimento construído sobre os povos indígenas, tratando-os como objetos de estudo desde a implementação do indigenismo oficial e moderno no Brasil.
Dentro de suas instalações o Reformatório Krenak continha celas comuns e solitárias, os indígenas eram referidos pelos policiais como “confinados” ou “detidos”.

## Posto Indígena Guido Marlière
Manoel dos Santos Pinheiro, conhecido como Capitão Pinheiro - oficial reformado da Polícia Militar de Minas Gerais (PMMG), foi responsável pelo projeto original dos campos de concentração contra o povo Krenak, segundo o arqueólogo Pedro Paulo. Ele culminou décadas de luta judicial pela qual os krenak retornaram para suas terras indígenas de onde foram expulsos ilegalmente. O intuito desses reformatórios eram transformas esses indígenas que eram presos em “bon sauvage” e civilizá-los, além do projeto, integrar o indígena a sociedade brasileira, já que muitos deles nem falavam o português. Essas práticas de trazer “civilização” e educar esses indígenas é um genocídio cultural.
O arqueólogo Pedro Pablo fala que entre os anos 1968 e 1969 a imprensa começou a noticiar o sucesso do então Major da Polícia Militar de Minas Gerais(PMMG) Manoel Pinheiro nos seus ensaios de um modelo de Guarda Rural Indígena (GRIN) inspirado na PMMG para os territórios Maxakali. A GRIN tinha como seus valores influenciados do golpe de estado de 1964: a disciplina dos soldados, hierarquia e ordem restabelecida entre as comunidades.
O "Reformatório indígena" foi instalado no Posto Indígena Guido Marlière, (PIGM), nos territórios pertencentes ao povo Krenak. A primeira 'cadeia indígena' começou operar poucos meses depois da aprovação do AI-5. O PIGM foi o local que foi materialmente transformado para sediar o Reformatório. Durante os três anos que esteve em funcionamento, foram presas por volta de 90 pessoas dos povos Karajá, Guajajara, Maxakali, Pancararu, Fulni-ô, Canela, Kaingang, Krenak, Pataxó Hãhãhãe, Xerente, Terena, Kadiweu, Bororo, Urubu e Krahô.
O regime punitivo de exceção do Reformatório era operado sobre uma série de comportamentos não tipificados, sem nenhum processo legal, muitos menos garantias. Foi frequente o uso de celas em condições equivalentes à tortura.
Os prisioneiros eram obrigados a trabalhar em condições análogas à escravidão e além de serem coagidos com tortura sob forma de espancamentos cometidos com intuito de aterrorizar atingiu vários prisioneiros e pessoas do povo Krenak, também havia reclusões conhecido "cubículo" onde os indígenas considerados rebeldes eram colocados como uma forma de solitária e onde se pingava água em cima deles por dia como forma de tortura. 
Em finais de 1972 o maior nome responsável por conduzir a FUNAI era o General Bandeira de Mello. Ele tratou com o Secretário de Agricultura de MG Alisson Paulinelli e o Capitão Pinheiro da PMMG e decidiu-se de maneira ilegal efetuar uma permuta das terras do povo Krenak para uma fazenda de propriedade do estado perto de Carmésia, Minas Gerais, e tanto os prisioneiros quanto o povo Krenak foram expulsos violentamente para a Fazenda Guarani.
Desde 1973 a imprensa e os setores mais críticos do indigenismo começaram a descrever os problemas da Guarda, tanto nos desrespeitos às autoridades tradicionais quanto suas violências e os altos custos da manutenção. Em  1974, se propôs sua desativação, mas o processo demorou mais sobre o terreno.

## Violência
Dentro do Reformatório Krenak, os “detidos” estavam sujeitos a práticas como castigos físicos, trabalhos forçados e torturas. Os indígenas que cometessem faltas eram brutalmente reprimidos e punições como chicotadas e confinamento em solitárias eram castigos frequentemente aplicados. A proibição de falar seu próprio idioma também era uma regra no reformatório, sendo cabível de punição física.
Os indígenas eram obrigados a trabalhar no mato em péssimas condições sobre vigia e coerção de policiais fortemente armados. As práticas degradantes incluíam a restrição no fornecimento de roupas e alimentação.
Em caso de fugas eram oferecidas recompensas em dinheiro para as pessoas das cidades próximas ao reformatório caso entregassem os indígenas fugitivos. Se fossem pegos era punidos com torturas e em alguns casos indígenas foram mortos ao tentar escapar do reformatório. Como exemplo o caso de Dedé, Pataxó Hã-Hã-Hãe, enviado ao Reformatório por agir violentamente em conflito de terra. No entanto, Dedé não aceitou o seu confinamento, teria fugido e na perseguição foi afogado pelo guarda.

## Fechamento
O Reformatório é fechado em 1972, devido a conflitos pela terra na região de Resplendor que alegavam a extinção do povo Krenak na região. A negação de identidade dos indígenas foi uma estratégia comumente usada por fazendeiros para tomar as terras dos índios.
Atendendo aos interesses dos latifundiários, o capitão Manoel dos Santos Pinheiro arquitetou a transferência dos indígenas Krenak e todos os presos no Reformatório para a Fazenda Guarani, localizada no município de Carmésia, na região do Vale do Rio Doce, interior de Minas Gerais.